# Pavel Klusák
Pavel Klusák (* 29. listopadu 1969, Praha) je hudební publicista. Zaměřuje se na současnou hudbu, především nezávislou a experimentální. Dlouhodobě se věnuje vztahu hudby a společensko-politického dění.

## Dílo
Pavel Klusák vedl rozhovory s Laurií Anderson, Stevem Reichem, Philipem Glassem, Sonic Youth, Peterem Gabrielem, Johnem Calem, Matthewem Herbertem, Keithem Rowem, Zuzanou Navarovou a dalšími hudebními osobnostmi a skupinami. Byl redaktorem časopisu Týden (2000-2005), odkud přešel do týdeníku Respekt, kde byl zaměstnán od února 2007 do dubna 2009; od podzimu 2009 do konce roku 2016 píše stránku o hudbě do inovované sobotní přílohy Orientace Lidových novin, pak LN opouští. Vedle tištěné publicistiky (dále mj. Hospodářské noviny, A2 kulturní týdeník, HIS Voice aj.) spolupracuje s Českým rozhlasem, podílel se na výběru hudebních snímků pro Mezinárodní filmový festival Karlovy Vary (2003-2012). Je dramaturgem hudebního doprovodného programu Mezinárodního festivalu dokumentárních filmů Ji.hlava, pořádá poslechové pořady atp.
Napsal scénář ke studentskému krátkému mockumentu Vynález Krásy (1994, režie Marek Najbrt) humorně vysvětlujícímu původ Karla Gotta, je spoluautorem experimentálního dokumentu Národ sobě aneb České moře v osmnácti přílivech (2003, režie Jan Gogola ml.).
Na podzim 2009 ve vlastním labelu Klíče vydal eponymní debutové album Tomáše Hanáka a cover verze semaforských písní od současných hudebníků For Semafor. Dříve toho roku byl editorem dvou alb Respekt Edice, Souhvězdí Santini Pavla Fajta a Václava Cílka a Ora pro nobis Oldřicha Janoty.
Ze seriálů pro stanici Českého rozhlasu Vltava:
Okamžik před tím než porozumíš. Přelomové myšlenky moderních a postmoderních skladatelů (Karlheinz Stockhausen, Pierre Schaeffer, Pierre Henry, Terry Riley, Alfred Schnittke, John Cage, Pauline Oliveros, Tóru Takemicu, Morton Feldman, Steve Reich, Cornelius Cardew). 10x 30 minut, 2017. 
Vášeň a zrada: Budovatelská píseň v poúnorovém Československu. 5x 30 minut, 2017. 
Podivný showbyznys: Propaganda, agitace a absurdita v české pop-music 70. a 80. let. 5x 30 minut, 2018. 
Okamžik před tím než porozumíš II. Druhá řada úspěšného cyklu portrétů (Sofia Gubajdulina, chicagská škola AACM, Arvo Pärt, Christian Wolff, Meredith Monk, John Luther Adams, Kaija Saariaho, Kronos Quartet, John Zorn, skladatelské sdružení Wandelweiser). 10x 30 minut, 2019. 
Song navzdory: Příběhy protestsongů, hudebních konfliktů a muzikantů bojujících za svobodnější svět. 5x 30 minut, 2019. 
Ty roboty jsem koupil kvůli tobě. Seriál o umělé inteligenci, hudbě a naší budoucnosti. 5x 30 minut, 2020. 
V knize Gott. Československý příběh  vypráví Klusák nezávislým a demytizujícím způsobem příběh největší československé popové hvězdy Karla Gotta "s důrazem na ověřená, nová a málo známá fakta. Kniha Gott proniká za léta šířené mýty a zaplňuje bílá místa v událostech kolem Las Vegas, „cvičné emigrace“ a Anticharty. Také líčí vývoj tuzemského showbyznysu i společnosti."  Na knihu navázal osmidílný podcastový seriál Gotťák v produkci společnosti Audionaut (s premiérou v prosinci 2021). Má dialogickou formu, partnerkou v tázání po Gottově hudbě a osudu je herečka Tereza Dočkalová.
Kniha Gott. Československý příběh získala v cenách Magnesia Litera za rok 2021 dvě ocenění: Literu za publicistiku a dále hlavní ocenění Kniha roku.

## Život
Vystudoval bohemistiku na Filozofické fakultě UK a scenáristiku a dramaturgii na FAMU. Klusákovi rodiče jsou skladatel Jan Klusák (*1934) a novinářka Jana Klusáková (*1941), jeho bratr je filmař Vít Klusák (*1980, po matce). Pavel Klusák má tři děti. Jeden z jeho synů studuje na gymnáziu a hudební škole hlavního města Prahy a tvoří vlastní umělecké kousky. Ve svých 16 letech rapuje pod uměleckým jménem Lil Input.

## Knihy
- 101 největších alb pop-music (od Elvise k Radiohead), Albatros (Klub mladých čtenářů), Praha, 2006. ISBN 80-00-01861-6.
- Co je nového v hudbě. Nová beseda, Praha, 2018. ISBN 978-80-906751-7-9.
- Drtivé jistoty JB, knižní rozhovor s Janem Burianem. Galén, Praha, 2018. ISBN 978-80-7492-365-4.
- Gott. Československý příběh. Host, Brno, 2021. ISBN 978-80-275-0598-2.
- Uvnitř banánu. Fra, Praha, 2022. ISBN 9788075211415.
- Suchý a Šlitr: Semafor 1959-1969. Host, Brno, 2024. ISBN 978-80-275-1813-5.